# Lo Tossalet (la Pobla de Segur)
Lo Tossalet és una muntanya de 1.411,1 metres d'àltitud, termenal entre els municipis de Baix Pallars (antic terme de Montcortès de Pallars), al Pallars Sobirà, i la Pobla de Segur, al Pallars Jussà. Lo Tossalet és al sud del Roc de Sant Aventí i al nord-oest del poble de Montsor.